# Fort Boyard (TV-program)
Fort Boyard är ett franskt programformat för ett tävlingsprogram i TV. Det hela utspelar sig på Fort Boyard utanför La Rochelle i Frankrike. Formatet har sänts i 28 länder runt om i världen, bland annat i Sverige.
I Frankrike har man sänt programmet varje år sedan 1990. År 2009 sände man specialprogram och firade sin tjugonde säsong, med att göra olika korta minnesavsnitt med det bästa genom tiderna. Samtliga säsonger, utom den som sändes år 2010, har upplägget varit att ett lag tävlar per program. Undantaget blev som sagt år 2010 då fransk TV införde duellupplägget, som exempelvis Sverige hade haft två gånger innan. Den franska versionen har haft flera olika programledare, där Olivier Minne har varit fast programledare sedan år 2003. Fort Boyard har för varje ny säsong fått nya och gamla celler, dueller och äventyr, men sedan år 2011 har fransk TV försökt att göra varje cell unik och utefter ett eget tema.

## Programledare och lagcoach (Frankrike)

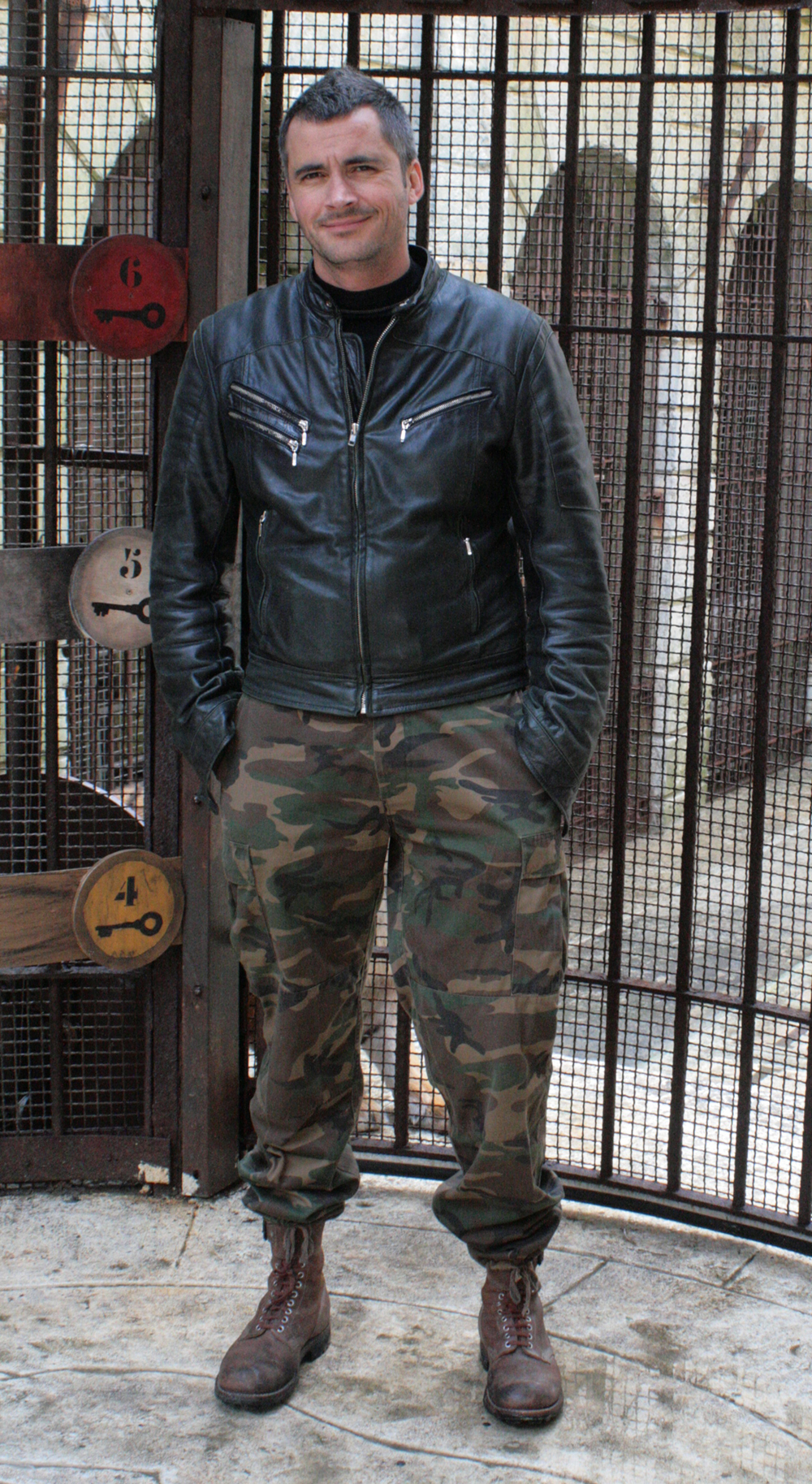
Olivier Minne vid grinden till tigrarna på fortet, 2007.

Följande personer har varit/är programledare respektive lagcoach i den franska versionen. Lagcoachen är markerad i kursiv stil. 
- Patrice Laffont/Marie Talon (1990)
- Patrice Laffont/Sophie Davant (1990–91)
- Patrice Laffont/Valérie Pascal (1992)
- Patrice Laffont/Cendrine Dominguez (1993–99)
- Jean-Pierre Castaldi/Cendrine Dominguez (2000–02)
- Olivier Minne/Sarah Lelouch (2003–05)
- Olivier Minne/Anne-Gaëlle Riccio (2006–09)
- Olivier Minne (2010-2015)
- Elodie Gossuin  (2026l

Vad som kan sägas är att programledarna och vissa lagcoacher själva har varit deltagare någon gång under alla säsongerna; Patrice Laffont och Jean-Pierre Castaldi medverkade i 2009 års sista avsnitt, Olivier Minne medverkade år 1997 i franskt lag och Anne-Gaëlle Riccio deltog i ett avsnitt.

## Personer på fortet
Följande karaktärer fanns/finns på fortet och utgör eller har utgjort en viktig del av handlingen genom åren:
- Le Père Fouras (Fader Fouras) - spelad av Michel Scourneau (1990), Yann Le Gac (1991-2001 och 2003-2014) och Didier Hervé (2002). Är fortets gåtman som ställer kluriga gåtor till deltagarna. Klarar man gåtan vinner man en nyckel eller en ledtråd. Från början ställdes gåtan alltid i fortets torn, men sedan år 2011 ställer inte Père Fouras några gåtor längre. Istället får de franska deltagarna gå in i 3D-animerade celler och göra olika sådana äventyr. Sedan år 2012 är det också Père Fouras som avgör vilka celler och äventyr som ska utföras och vem i laget som ska utföra detta.
- Passe-Partout - spelad av André Bouchet (1990-). Är en av dvärgarna som hjälper deltagarna att hitta rätt på fortet samt låser in de deltagare i celler som inte hinner ut i tid.
- Passe-Muraille - spelad av Anthony Laborde (2004-). Är en av dvärgarna som hjälper deltagarna att hitta rätt på fortet samt följer med den/de som ska riggas inför äventyren eller ska upp till gåtmannen.
- Passe-Temps - spelad av Alain Prévost (1990-2009). Var en av dvärgarna som hjälpte deltagarna att hitta rätt på fortet samt följde med den/de som skulle riggas inför äventyren eller skulle upp till gåtmannen. Han var med från starten 1990, men slutade efter 2009 års säsong. Passe-Muraille ersatte hans uppgifter i 2010 års säsong.
- Le Magicien (Magikern) - är en fingerfärdig magiker och illusionist som har en egen cell på fortet mellan åren 1990-2000 och mellan åren 2003-2013.
- Lady Boo (Brotterskan) - finns i den klassiska cellen Gyttjebrottning där brotterskan vaktar nyckeln i en cell som är fylld med lera. Brotterskan har även fungerat som vakt i en annan duellcell. Sedan säsongen 2013 finns även en manlig version av detta, en person som går under titeln Mister Boo. Sedan år 1990 har flera olika kvinnor spelat rollen som brotterskan.
- Félindra/Monique - spelad av Monique Angeon (1991-). Hon är tigervaktaren som vaktar tigrarna som finns i skattkammaren. Det är även hon som ser till att vrida tigerhuvudet i skattkammaren när deltagarna ska få se om de har fått rätt lösenord för att få fram skatten.
- La Boule - spelad av Yves Marchesseau (1994-2013). Var fångvaktare på fortet som låser in deltagare som inte hunnit ut i tid från cellerna. Hade även i uppgift att i början "slå i gonggongen" för att starta programmen. Till programmets 25-årsjubileum blev Marchesseau tvungen att dra sig tillbaka på grund av sjukdom, varför hans uppgift togs över av Mister Boo.

Det finns även andra karaktärer på fortet, då i fortets celler.